# Bring Home the Turkey
Bring Home the Turkey é um filme mudo de curta-metragem norte-americano de 1927, do gênero comédia, dirigido por Robert F. McGowan e Robert A. McGowan.

## Elenco
- Allen Hoskins – Farina
- Jannie Hoskins – Mango
- Joe Cobb – Joe
- Jackie Condon – Jackie
- Jean Darling – Jean
- Johnny Downs – Johnny
- Peggy Eames – Peggy
- Mildred Kornman – Mildred
- Scooter Lowry – Skooter
- Jay R. Smith – Jay
- Tom Wilson – Tio Tom
- Louise Emmons – Diretora
- Lyle Tayo
- Charley Young
- Noah Young – Detetive